# 国際連合安全保障理事会決議533
国際連合安全保障理事会決議533（こくさいれんごうあんぜんほしょうりじかいけつぎ533 英: United Nations Security Council Resolution 533）は、1983年6月7日に国際連合安全保障理事会で採択された決議。1982年12月7日に採択された国際連合安全保障理事会決議525を再確認した上で、南アフリカ共和国でアフリカ民族会議のテル・シモン・モゴエランとマーカス・タボ・モタウンが死刑判決を受けたことに対する懸念を表明するためである。
決議533では南アフリカ共和国当局に対して、アフリカ民族会議のメンバー全員の減刑を求めるとともに、国際連合の加盟国および組織に対してメンバー全員の生命を救うための援助を行うことを要求した。